# Alouettes de Saint-Jérôme
L'équipe des Alouettes de Saint-Jérôme était une équipe junior de hockey sur glace de la province de Québec au Canada basée à Saint-Jérôme. L'équipe a joué entre 1969 et 1972 dans la Ligue de hockey junior majeur du Québec, une des trois ligues juniors de la Ligue canadienne de hockey. Auparavant, les Alouettes jouaient dans la ligue de hockey junior du Québec, prédécesseur de la LHJMQ.

## Statistiques
| No | Saison    | PJ | V  | D  | N | BP  | BC  | Pts | Classement                            | Séries éliminatoires |
| -- | --------- | -- | -- | -- | - | --- | --- | --- | ------------------------------------- | -------------------- |
| 1  | 1969-1970 | 56 | 25 | 27 | 4 | 261 | 293 | 54  | Premiers division Ouest Seconds LHJMQ | Finalistes           |
| 2  | 1970-1971 | 62 | 25 | 36 | 1 | 260 | 300 | 51  | Septièmes LHJMQ                       | Défaite au 1er tour  |
| 3  | 1971-1972 | 62 | 16 | 46 | 0 | 262 | 422 | 32  | Neuvièmes LHJMQ                       | Non qualifiés        |